# Ariceștii Zeletin
Ariceștii Zeletin es una comuna ubicada en el distrito de Prahova, Rumania.

## Superficie
Posee una superficie de 20,86 kilómetros cuadrados.

## Demografía
Hasta 2021 la población era de 1038 habitantes, con una densidad de población de 49,76 habitantes por kilómetro cuadrado.